# デ・ゼーヴェン・プロヴィンシェン (巡洋艦)
デ・ゼーヴェン・プロヴィンシェン (De Zeven Provinciën)はオランダ海軍のデ・ロイテル級巡洋艦である。1939年に起工されたが、建造は第二次世界大戦によって中断され、プロヴィンシェンは1953年にようやく識別番号C802として就役した。1976年にペルーに購入され、アギーレに改名されるまでプロヴィンシェンはオランダ海軍で活動した。1999年までアギーレはペルー海軍で活動し、2000年にスクラップとなった。

## 艦歴

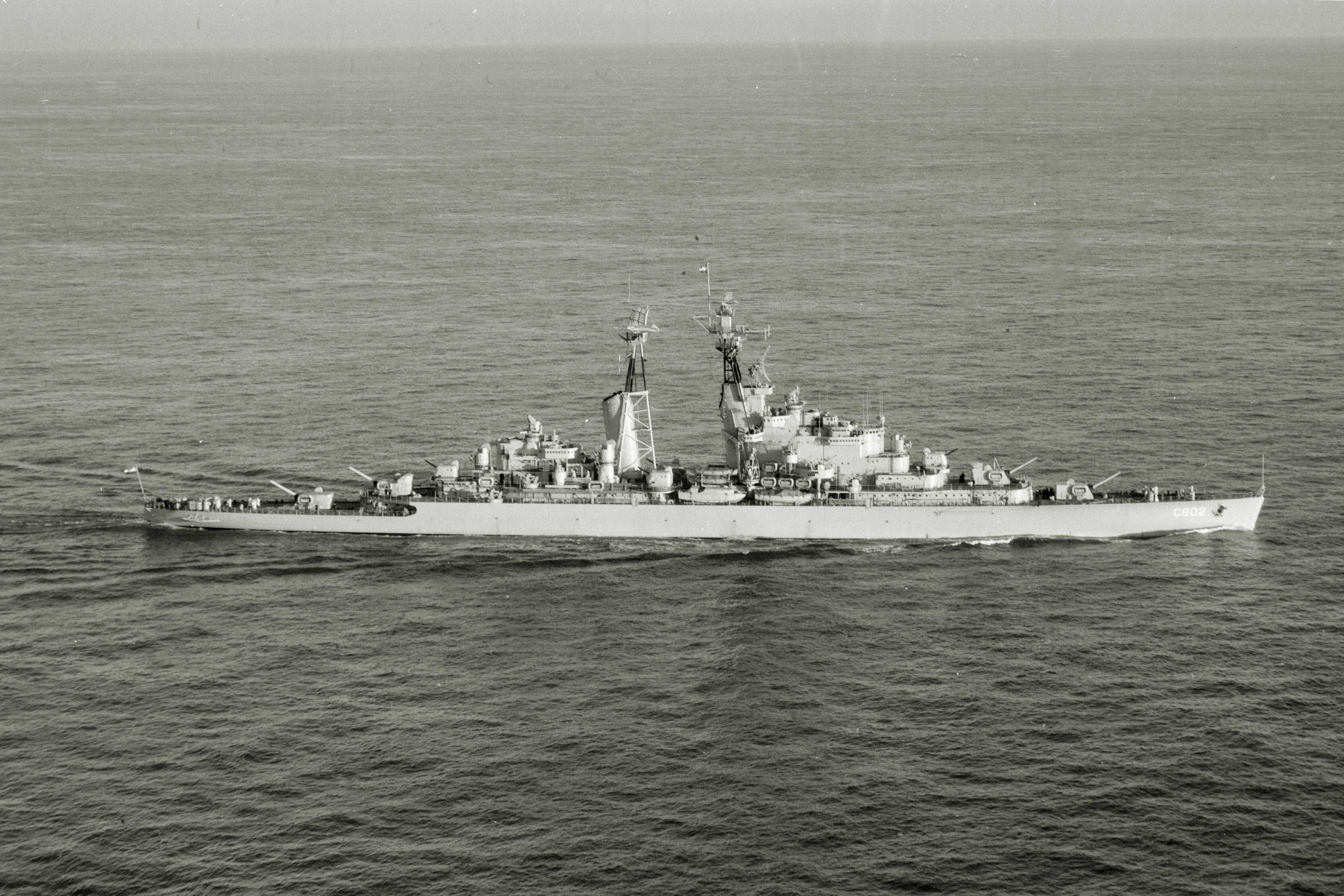
1956年のデ・ゼーヴェン・プロヴィンシェン

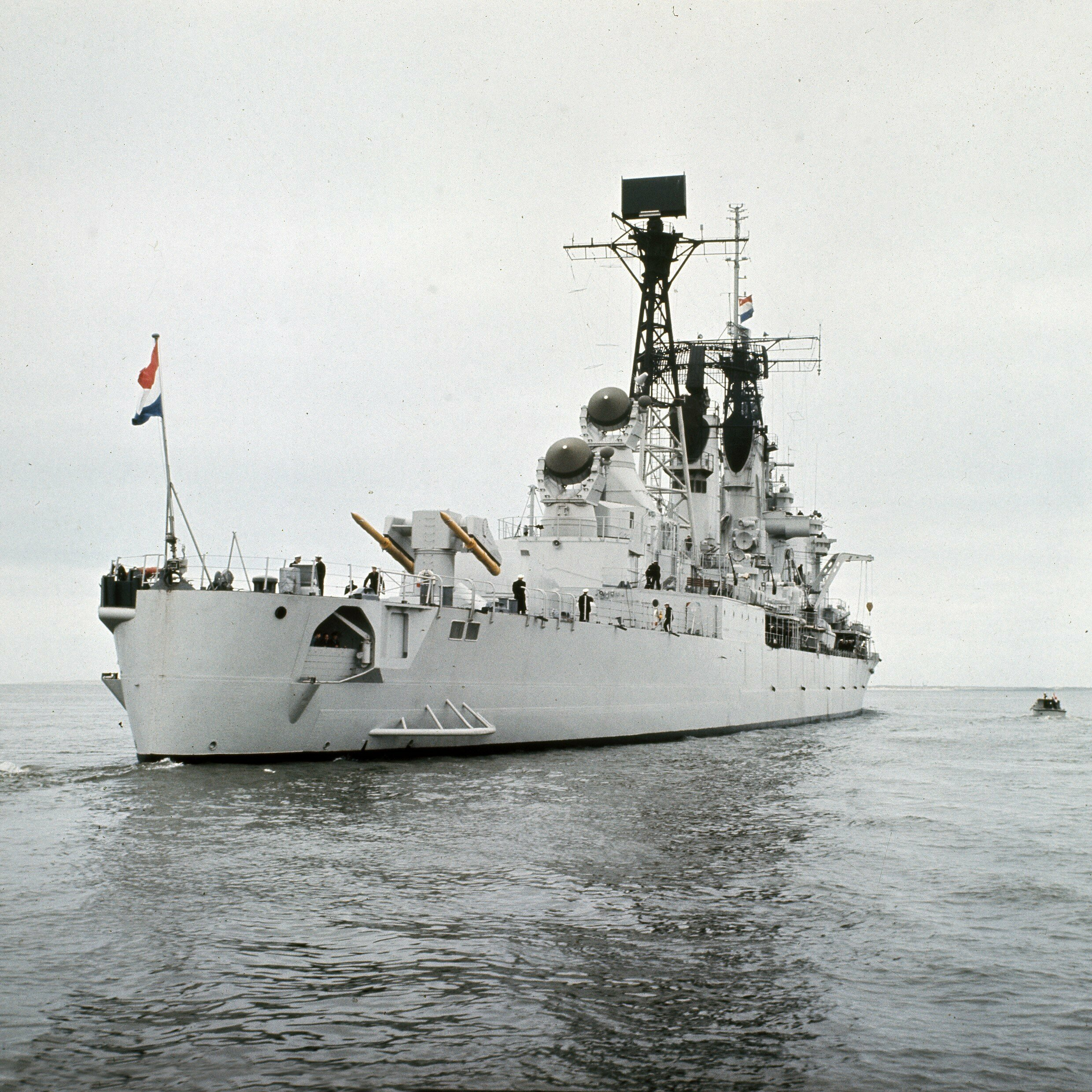
1962年、艦尾側の主砲塔3基を撤去し、RIM-2テリア対空ミサイルを搭載するための改装を受けたプロヴィンシェン

1939年、カイクダインとして建造が開始されたが、第二次世界大戦によって中断された。1940年、カイクダインはエーンドラハトに改名され、1945年にはデ・ロイテルと命名された。1944年、姉妹艦がデ・ゼーヴェン・プロヴィンシェンとして進水したが、1950年に最終的な艦名に変更された。1953年にプロヴィンシェンは竣工し、1950年から1975年までオランダ海軍で活動した。1976年8月、プロヴィンシェンはペルーに売却され、1978年2月24日、アギーレに改名された。